# Tahitipetrell
Tahitipetrell (Pseudobulweria rostrata) är en havsfågel i familjen liror i ordningen stormfåglar som förekommer i Stilla havet.

## Utseende
Tahitipetrellen är en medelstor petrell, 39 centimeter i kroppslängd, med mörkbrun ovansida och blekare övre stjärttäckare. Det mörkbruna bröstet kontrasterar starkt mot den vita buken. Även vingundersidorna är mörkbruna. Liknande phoenixpetrellen (Pterodroma alba) har ljus strupfläck, saknar de ljusa övre stjärttäckarna samt har en blek linje tvärs över inre delen av undersidan av vingen.

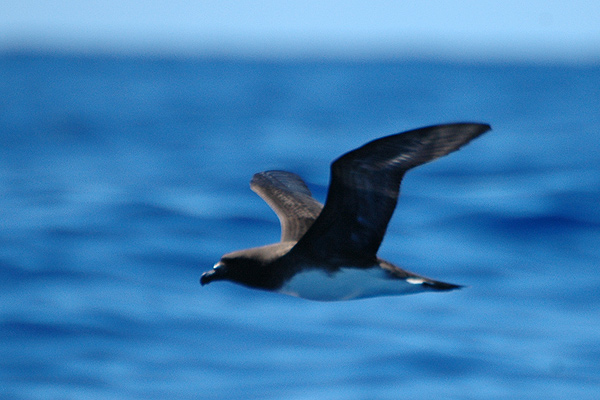
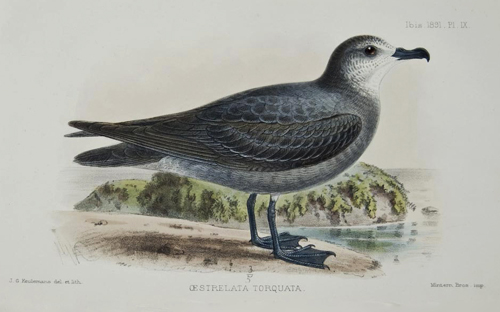

I flykten är tahitipetrellen sävligare än många petreller i släktet Pterodroma och är därmed mer albatrosslik. Den flyger karakteristiskt med raka vingar tvärs ut från kroppen och med vingspetsarna vridna uppåt.

## Utbredning och systematik
Tahitipetrell delas upp i två underarter med följande utbredning:
- P. r. rostrata – häckar på Marquesas-, Sällskaps- och Gambieröarna[1], och förekommer pelagiskt enbart i tropiska Stilla havet.
- P. r. trouessarti – häckar i Franska polynesien[1], på Fiji[1], Amerikanska Samoa[1] och Nya Kaledonien, och dess pelagiska utbredningsområde sträcker sig till södra Stilla havet. Populationen på Amerikanska Samoa kan vara genetiskt distinkt.[1]

Arten har även påträffats i Mexiko, Nya Zeeland och Salomonöarna. Den har tidigare häckat i Vanuatu, men är numera utdöd där.

### Släktestillhörighet
Tahitipetrellen placerades tidigare i släktet Pterodroma trots morfologiska skillnader. Data från analyser av mitokondriellt DNA för enzymet cytokrom b visar att en uppdelning är korrekt och placerar arten istället närmare lirorna av släktet Puffinus. Arten lyfts därför ut till ett annat släkte, Pseudobulweria, tillsammans med maskarenpetrell, fijipetrell och newirelandpetrell. 

## Häckning
Tahitipetrellen häckar i små kolonier. Den placerar sina bon i jordhålor i marken på steniga sluttningar eller i öppen skogsmark och lägger bara ett ägg per häckningstillfälle. Häckningssäsongen verkar pågå året runt men i varje fall på Tahiti har man observerat en ökning perioden mars och juli.

## Status och hot
Tahitipetrell häckar på flera öar men dess population är trots detta inte så stor, endast 10.000 par, och den minskar dessutom i antal. Internationella naturvårdsunionen IUCN kategoriserar den därför som nära hotad (NT) av IUCN. De främsta hoten utgörs av introducerade däggdjur och lokalt av habitatförstöring på grund av gruvdrift. Den är också känslig för ljusförorening som får främst de flygga ungarna att flyga fel och förolyckas.